# Androfertilidad
Históricamente el estudio de los trastornos de la fertilidad se había enfocado en el factor femenino, reflejandose esto en los libros, trabajos de investigación y programación de congresos y actividades científicas destinadas al manejo de esta entidad. 
El factor masculino es responsable de manera directa o contribuyente en un 50% de los casos de infertilidad, por lo cual su estudio no debe resumirse a la interpretación de un espermograma por un médico no especializado en el área, esto es reconocido en la Guía de la Asociación Americana de Urología (AUA= en consenso con la Asociación Americana de Medicina Reprodictuva (ASRM), en su guía de manejo sobre el diagnóstico y tratamiento de la Infertilidad en el Hombre (AUA/ASRM guideline (2024)).
Previo a esta guía (2015)  y dada la importancia de resaltar la necesidad de una valoración especializada del factor masculino con todos los elemntos que debe incluir: historia clínica minuciosa, estudios complementarios que conduzcan a un diagnóstico y orientación terapéutica precisa e individualizada se planteó el concepto de androfertilidad como una área de estudio, investigación, docencia y capaccitación de especialistas afines a la medicina reproductiva.
Androfertilidad emerge como una subespecialidad médica dentro del campo de la andrología, centrada en el estudio, diagnóstico y tratamiento de los trastornos reproductivos del varón. Se ocupa de analizar la epidemiología, fisiología y fisiopatología de la función reproductiva masculina, así como de ofrecer abordajes terapéuticos que incluyen intervenciones médicas, quirúrgicas y terapias regenerativas. Su aplicación clínica se inscribe dentro del marco de la reproducción humana y la infertilidad masculina.

### Origen del término
El término androfertilidad fue acuñado en 2015 por el urólogo venezolano Eliezer Meleán, durante el desarrollo de un taller de fertilidad masculina dirigido a urólogos. El objetivo de esta actividad fue establecer las bases de un abordaje clínico integral para el diagnóstico y manejo de afecciones reproductivas como lala valoración especializada del varón en el contexto de la infertilidad, enfoque diagnóstico y terapéutico, desde la perspectiva de la urología y la andrología.
Desde entonces, el concepto ha sido adoptado como eje académico para la promoción de actividades de formación continua, diplomados virtuales y jornadas científicas dirigidas a profesionales de la salud reproductiva.

### Desarrollo académico
Desde su formulación, el término androfertilidad ha sido difundido a través de iniciativas educativas en América Latina. Entre ellas destaca un programa internacional de formación virtual dirigido por el Dr. Meleán, que ha capacitado a más de 800 profesionales en países de habla hispana.
El enfoque ha recibido respaldo institucional por parte de organizaciones como la Asociación Venezolana de Medicina Reproductiva y Embriología (AVEMERE), la Sociedad Venezolana de Urología, y la Red Latinoamericana de Reproducción Asistida (REDLARA), consolidando así el término dentro del entorno académico de la medicina reproductiva masculina.

### Aplicación clínica
El campo clínico de la androfertilidad incluye el abordaje de diversas condiciones que afectan la fertilidad del hombre. Entre las más relevantes se encuentran:
- Evaluación integral del varón infértil
- Análisis del eje hormonal hipotalámico-hipofisario-gonadal
- Diagnóstico y tratamiento de la infertilidad por factor masculino.
- Cirugía de varicocele y biopsia testicular
- INclusión del especialista a la toma de decisiones en programas de reproducción asistida
- Uso de terapias hormonales y regenerativas
- Enfoque interdisciplinario en el manejo de la pareja infértil.

El abordaje clínico de la androfertilidad se basa en evidencia científica actualizada, incorpora estrategias de educación al paciente, y promueve el trabajo conjunto entre especialistas en fertilidad masculina y femenina.

### Centros de referencia
Una de las iniciativas clínicas pioneras en el área ha sido el Centro de Androfertilidad, ubicado en Caracas, Venezuela, dirigido por el Dr. Eliezer Meleán. Este centro combina la atención médica especializada con la formación continua de profesionales, a través de talleres, seminarios virtuales y actividades de divulgación científica.

### Reconocimiento y perspectivas
La progresiva consolidación del concepto ha sido reconocida en congresos, publicaciones científicas, programas académicos y medios de comunicación especializados. Aunque aún no figura como subespecialidad oficialmente reconocida por sociedades internacionales, el término ha sido adoptado en el contexto latinoamericano como una categoría funcional dentro de la medicina reproductiva y la andrología clínica.
Actualmente, la androfertilidad se considera una propuesta innovadora que contribuye a visibilizar la salud reproductiva del varón como un eje autónomo de estudio, prevención e intervención.